# Bound for Glory (2020)
Bound for Glory 2020 fue la decimosexta edición de Bound for Glory, un evento pago por visión de lucha libre profesional producido por Impact Wrestling. Tuvo lugar el 24 de octubre de 2020 y será el decimosexto acontecimiento bajo el Bound for Glory cronología.

## Producción
En el evento del 18 de julio de 2020 de Slammiversary, se anunció que decimosexta tendría su decimosexto evento el 24 de octubre de 2020. Si bien no se confirmó oficialmente el lugar para el espectáculo, se espera que el evento tenga lugar en Skyway Studios en Nashville, Tennessee, donde todas las grabaciones de Impact! se han registrado desde la noche uno y dos de Rebellion 2020 debido a la actual pandemia mundial de coronavirus 2019-2020

## Antecedentes
En Slammiversary, Eric Young y Rich Swann regresaron a Impact Wrestling en la lucha eliminatoria a cinco bandas por el vacante Campeonato Mundial de Impact. Durante el combate, Swann eliminó a Young, quien atacó a Swann y volvió a lesionarse la rodilla con una silla. La lucha y el título finalmente fue ganado por Eddie Edwards. En el episodio del 4 de agosto de Impact!, Swann anunció su retiro de la lucha libre como resultado de las lesiones sufridas por el ataque. Sin embargo, cuando salía del ring, Young atacó la pierna de Swann nuevamente usando una de las muletas de Swann. En el episodio del 1 de septiembre de Impact!, Young derrotó a Edwards para ganar el Campeonato Mundial de Impact por segunda vez. Dos semanas después, En el episodio del 15 de septiembre de 2020 de Impact! , Rich Swann regresó y le pidió al vicepresidente Scott D'Amore que luchara contra Eric Young por el Campeonato Mundial de Impact, Eric Young subió al ring y empujó a D'Amore y luchó contra Swann, D'Amore anunció un combate entre Young y Swann por el Campeonato Mundial de Impact en Bound for Glory. Sin embargo, durante el episodio del 22 de septiembre de Impact!, se anunció que Edwards había invocado su cláusula de revancha y desafiará a Young por el título en Victory Road, lo que significa que el ganador de ese combate defenderá el título contra Swann en Bound For Glory. En Victory Road, Young derrotó a Edwards para retener el título, lo que significa que se enfrentará a Swann en Bound For Glory. Después del combate, Young trató de herir gravemente a Edwards, solo para que Swann subiera al ring y atacara a Young.
En Slammiversary, Deonna Purrazzo derrotó a Jordynne Grace para ganar el Campeonato de Knockout de Impact por primera vez. En la misma noche, Kylie Rae ganó un 12-woman Gauntlet for the Gold match para convertirse en el contendiente #1 por el título. En el episodio del 1 de septiembre de 2020 de Impact!, Rae y el resto de los miembros de "Wrestle House" (un segmento del programa en el que participaba Rae) interrumpieron un Black Tie Affair que Purrazzo y Kimber Lee estaban presentando para celebrar Purrazzo su defensa exitosa del título contra Grace en un Ironman Match de 30 minutos durante la segunda noche de Emergence. Durante el Black Tie Affair, Rae atacó a Lee haciendo que ella y Purrazzo huyeran del ring gritando de ira. En el episodio del 22 de septiembre de Impact!, Rae y Susie derrotaron a Purrazzo y Lee en un combate por equipos y después del combate, Purrazzo atacó a Susie con un armbar. Rae luego interrumpió, causando que Purrazzo huyera del ring y desafió a Purrazzo a una pelea por el título en Bound for Glory. Sin embargo, en la edición de la semana siguiente de Impact!, se anunció durante una entrevista con Purrazzo que defendería el título contra Susie en Victory Road, lo que significa que la ganadora del partido defendería el título contra Rae en Bound for Glory. En Victory Road, Purrazzo derrotó a Susie para retener el título, lo que significa que se enfrentará a Rae en Bound for Glory.
El 18 de agosto, durante la noche uno de Emergence, Rohit Raju derrotó a Chris Bey y TJP en un combate a tres bandas para ganar el Campeonato de la División X de Impact por primera vez. En el episodio del 15 de septiembre de Impact!, hizo que Bey, TJP y Trey compitieran en un combate a tres bandas la semana que viene para determinar quién se enfrentará a él por el Campeonato de la División X inmediatamente después, que Trey ganó, pero Raju rápidamente lo derrotó para retener su título. En Victory Road, lanzó el Rohit Challenge con el Campeonato de la División X en la línea, que fue respondido por Willie Mack, pero aprovechó la derrota en el conteo para retener su título. En el episodio del 6 de octubre de Impact!, Raju perdió ante Jordynne Grace, quien respondió a su desafío, pero cambió las reglas para que su título no estuviera en juego. Después, D'Amore le dijo a Raju que estaría defendiendo el título en Bound for Glory en una lucha de seis vías que involucra a TJP, Bey, Trey, Mack y Grace.
En Slammiversary, Moose derrotó a Tommy Dreamer en un combate de Old School Rules para retener el Campeonato Mundial Peso Pesado de TNA no autorizado. En el siguiente episodio de Impact !, después de defender con éxito el título contra Fallah Bahh, fue atacado por EC3, quien regresó a Impact desde 2018. Durante la noche uno de Emergence el 18 de agosto, Moose derrotó a Trey para retener su título, pero fue pronto atacado por EC3, que se robó el Campeonato Mundial Peso Pesado de TNA. Las siguientes semanas vieron a EC3 jugando continuamente juegos mentales con Moose y amenazando con deshacerse del título si no lo encontraba. En Victory Road, después de ser distraído por él en su combate contra Trey, Moose fue en busca de EC3 y encontró el Campeonato Mundial Peso Pesado de TNA, pero fue atacado por detrás por él, quien anunció que iba a realizar un funeral por el título. En el episodio del 6 de octubre de Impact !, dirigió el funeral dejando caer el título de un puente como forma de "liberar a Moose". En Impact! De la semana siguiente, EC3 engañó a Moose haciéndole creer que se había deshecho del título, y este último lo enfrentó en el puente donde se pelearon y reclamó el Campeonato Mundial Peso Pesado de TNA.

## Resultados
- Pre-Show: The Deaners (Cousin Jake & Cody Deaner) derrotaron a The Rascalz (Dez & Wentz).
  - Jake cubrió a Wentz después de un «Deaner DDT».
- Rohit Raju derrotó a TJP, Chris Bey, Trey, Willie Mack y Jordynne Grace en un Scramble Match y retuvo el Campeonato de la División X de Impact.
  - Raju cubrió a Trey después de un «Mambo Splash» de TJP.
- Rhino ganó el Call Your Shot Gauntlet Match y ganó una oportunidad por cualquier campeonato de su elección.
  - Rhino eliminó finalmente a Sami Callihan, ganando la lucha.
  - Los otros participantes fueron: Daivari (Myers & Swoggle), Crazzy Steve (Myers), Larry D (Storm), Acey Romero (Heath), Tenille Dashwood (Myers), Havok (Valkyrie), Brian Myers (Heath), Swoggle (Myers), Tommy Dreamer (Myers), Alisha Edwards (Myers), Kiera Hogan (Havok), Taya Valkyrie (D & Romero), Fallah Bahh (Hernández), James Storm (Callihan), Adam Thornstowe (Rhino), Luster the Legend (Rhino), Heath (Callihan) y Hernández (él mismo).
  - Como resultado, Heath ganó un contrato con Impact Wrestling gracias a la victoria de Rhino.
- Moose derrotó a EC3.
  - Moose dejó inconsciente a EC3 después de golpearlo con el Campeonato Mundial Peso Pesado de TNA.
- Ken Shamrock (con Sami Callihan) derrotó a Eddie Edwards.
  - Shamrock forzó a Edwards a rendirse con un «Ankle Lock».
  - Durante la lucha, Callihan interfirió a favor de Shamrock.
- The North (Ethan Page & Josh Alexander) derrotaron a The Motor City Machine Guns (Alex Shelley & Chris Sabin) (c), The Good Brothers (Doc Gallows & Karl Anderson) y Ace Austin & Madman Fulton y ganaron el Campeonato Mundial en Parejas de Impact.
  - Alexander cubrió a Anderson después de que Page lo golpeara con el título.
  - Antes de la lucha, Alexander atacó a Shelley, teniendo que ser sacado en camilla. A razón de esto, Sabin tuvo que participar de manera individual en la lucha.
- Su Yung derrotó a Deonna Purrazzo (con Kimber Lee) y ganó el Campeonato de Knockouts de Impact.
  - Yung cubrió a Purrazzo después de un «Panic Switch».
  - Durante la lucha, Lee interfirió a favor de Purrazzo.
  - Originalmente, Kylie Rae era la oponente de Purrazzo, pero fue reemplazada por Yung debido a razones desconocidas.
- Rich Swann derrotó a Eric Young y ganó el Campeonato Mundial de Impact.
  - Swann cubrió a Young después de un «Phoenix Splash».

## Call Your Shot Gauntlet: entradas y eliminaciones

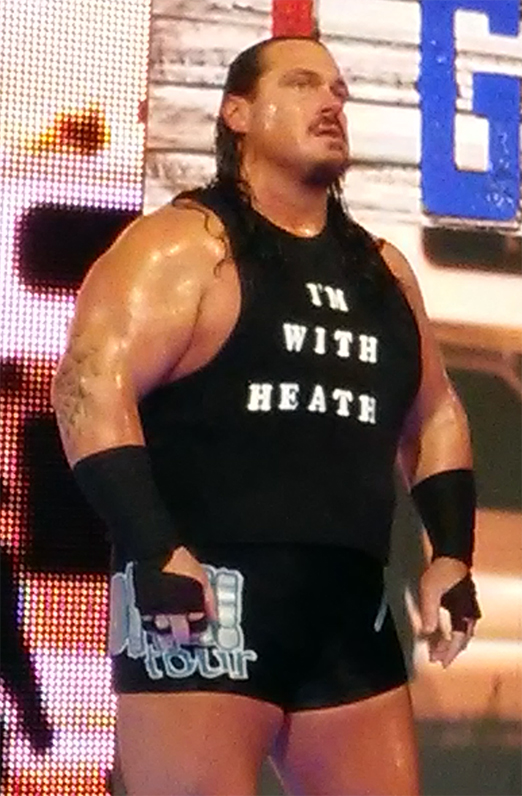
Rhino, segundo ganador del Call Your Shot Gauntlet Match.

El color turquesa ██ indica las luchadoras de la división Knockouts, y gris ██ indica los luchadores que son agentes libres.
| N.º | Entrada           | Orden | Eliminado por   | Eliminaciones |
| --- | ----------------- | ----- | --------------- | ------------- |
| 1   | Rhino             | —     | Ganador         | 3             |
| 2   | Daivari           | 2     | Myers y Swoggle | 0             |
| 3   | Larry D           | 10    | Storm y Bravo   | 1             |
| 4   | Crazzy Steve      | 1     | Myers           | 0             |
| 5   | Acey Romero       | 11    | Heath           | 1             |
| 6   | Tenille Dashwood  | 6     | Myers           | 0             |
| 7   | Havok             | 8     | Taya            | 1             |
| 8   | Brian Myers       | 12    | Heath           | 6             |
| 9   | Swoggle           | 3     | Myers           | 1             |
| 10  | Tommy Dreamer     | 4     | Myers           | 0             |
| 11  | Alisha Edwards    | 5     | Myers           | 0             |
| 12  | Kiera Hogan       | 7     | Havok           | 0             |
| 13  | Taya Valkyrie     | 9     | Larry y Acey    | 1             |
| 14  | Fallah Bahh       | 13    | Hernandez       | 0             |
| 15  | James Storm       | 17    | Callihan        | 1             |
| 16  | Adam Thornstowe   | 15    | Rhino           | 0             |
| 17  | Luster the Legend | 16    | Rhino           | 0             |
| 18  | Heath             | 18    | Callihan        | 2             |
| 19  | Sami Callihan     | 19    | Rhino           | 2             |
| 20  | Hernandez         | 14    | Él mismo        | 1             |